# Klusy (powiat piski)
Klusy (niem. Klaussen albo Claussen) – wieś w Polsce położona w województwie warmińsko-mazurskim, w powiecie piskim, w gminie Orzysz. Do 1954 roku miejscowość była siedzibą gminy Klusy. W latach 1975–1998 miejscowość administracyjnie należała do województwa suwalskiego.
Wieś kościelna na przesmyku pomiędzy jeziorem Kraksztyn i Lipińskim. Na północ od wsi kolejne jezioro Druglin Duży. W pobliżu Klus znajdują się stanowiska archeologiczne.

## Historia
Miejscowość lokowana w 1551 roku. Administracyjnie Klusy podlegały starostwu ryńskiemu, które z kolei podzielone było na: okręgi (Orzysz) i rewiry (Grzegorze, Skomack, Dąbrówka, Jora, Orle, Orzysz). Klusy wchodziły w skład rewiru w Skomacku (do którego należały także: Grzegorze, Lipińskie, Ogródek, Rożyńsk, Ruska Wieś). Jednostki te jednak nie odgrywały większej roli administracyjnej, były raczej powołane do zarządzania dobrami skarbowymi i domenami książęcymi.
Nadawcą przywileju był starosta ryński Jerzy von Diebes, który odsprzedał Wojtkowi Mikusiowi (Mikusach) 2 łany przy jeziorze Klusy (dzisiaj Lipińskie) w celu obsadzenia wsi na 20 łanach. Mieszkańcy otrzymali 8 lat wolnizny. Co również potwierdza spis z 1564 r. W tym czasie we wsi znajdowało się 5 karczm.
Kościół, zwany po łacinie Clausula Mariana (stąd nazwa wsi), znajduje na wzgórzu, między trzema jeziorami, zbudowany pierwszy raz podobno w roku 1354, przetrwał do 1754 r. „Proboszcz Jakonn Gross z Klus w sprawozdaniu do archiprezbitera Gizewiusza w Piszu z 1786 r. napisał, że przed kościołem wzniesionym w 1754 r. istniał „kościół wybudowany przez panów krzyżackich i mistrzów zakonnych w 54 r. XIV wieku” W sposób szczególny wyrażono określenie czasu wskazywać może na 1354 r. jednakże w tak dawnych czasach przypuszczalnie mogła być mowa jedynie o kaplicy. Potwierdza to również Toppen”
Kościół w Klusach był parafią, która obejmuje do dziś: Klusy, Ogródek, Rostki, Skomack, Rogale, Rogalik, Rożyńsk, Lipińskie, Ruską Wieś, Gorzekały. W starostwie ryńskim było siedem parafii, z których pięć miało uposażenie po 4 łany, a dwie po 2 łany (Okartowo, Klusy), parafia w Klusach liczyła 453 łany (w 1631 r.). Podczas reformacji kościół w Klusach zajęli protestanci i założyli tu parafię. Współczesny to budowla neogotycka z roku 1884.
Proboszczowie wspominani od połowy XVI w. W 1640 r. pastor tutejszy Wiśniewski odbywał w kościele przed zgromadzonym ludem egzorcyzm nad opętaną niewiastą. „Czart srodze zaklęty wyszedł i na znak zostawił odbite w kamieniu przed wielkimi drzwiami podobizny stopy swojej, które każdy z podziwianiem oglądał”. W roku 1660 w czasie wojny, litewsko-tatarskie wojsko plądrowało kościół; chcieli kościół zburzyć i proboszcza zabić, ale gdy im o owym czarcie powiedzieli i znaki po nim pokazali, z przestrachu odeszli i żadnej szkody więcej nie uczynili. Zajście z owym czartem pastorowie zapisali w kościelnych aktach i władzy swojej o tem donosili. Kazania miewają tu polskie. K. leżą o 17 kil. od Ełku, na wąskim przesmyku między jeziorem Lipieńskim i Kroksztyńskiem; 320 mk. ewan. mówiących po polsku. Stacya meteorologiczna i pocztowa. Nieco dokładniej zdarzenie z kamieniem i wypędzaniem diabła opisuje:
„W Kłusach w 1640 r. proboszcz Wiśniewski, w drugą niedzielę po Trójcy Świętej (17 czerwca) wygłosiwszy kazanie, gdy gmina w wielkim skupieniu odśpiewała pieśń „Obronną twardą jest nasz Bóg”, wywołał diabła – Kobalda z niewiasty wyznania katolickiego. Szatan prowadził ją do wszelkiego zła. Nie tylko próbowała poderżnąć sobie gardło, lecz chciała także innych uśmiercić, usiłując przykuć ich do ściany widłami od siana. I gdy po opuszczeniu ciała kobiety zły duch, przybrany w przerażającą postać, ukazał się na rogu kościoła, miejscowy duszpasterz skierował się ku niemu wołając: Exi małe Spirytus et da locum Spirytus sancto (Wyjdź zły duchu i oddaj miejsce Duchowi Świętemu!) A po wytknięciu mu jego grzechów rzekł(...): „O niewdzięczny zapomniałeś Pana Boga Stworzyciela twego Wszechmogącego, który stworzył cię ciętemu, lecz ty przez siebie(!) santiago nieczysty i zły się stałeś. Wtedy szatan wciekły ponad miarę zaryczał jak lew (...): Wyjdę, ale nie na twój rozkaz, lecz z rozkazu Jezusa Nazareńskiego!„ Przestałem dręczyć kobietę, ale jakiem Kobald, ty będziesz miał pamiątkę. Odwróciwszy się uderzył swą zakrzywioną stopą o leżący przed kościołem kamień, że można wyraźnie zobaczyć wielki palec i trzy kolejne palce oraz piętę stopy ludzkiej podobnej do koguta (tzn. w kształcie stopy wielkiego koguta).
Obecnie kamień z czartowskimi stopami leży dalej odsunięty na cmentarz. W czasie najazdu w 1656 roku Tatarzy wzięli do niewoli 21 mieszkańców, w tym 13 kobiet.
Szkoła (łacińska szkoła parafialna) w Klusach istniała już w 1530 roku, a od jej nauczyciela wymagano wyższego wykształcenia.
W roku 1710 do wsi dotarła zaraza dżumy.
W latach 1837-1847 pastorem w Klusach był Leopold Kraska, pisarz religijny, współpracownik Gizewiusza, ogłaszał swoje wiersze i artykuły w „Przyjacielu Ludu Łęckim”. Z Klus pochodzili też bracia Gustaw i Jan Sawitzcy (Sawiccy), założyciele Masurenbundu (Związku Mazurów) i redaktorzy wydawanego w latach 1928-1933 w Berlinie pisma o tematyce mazurskiej – Cech. Pismo to redagowane było w języku niemieckim, ale zawierało także artykuły w języku polskim. Było finansowane przez Związek Polaków w Niemczech.

## Zabytki
Zabytki ujęte w gminnej ewidencji zabytków:
- Kościół ewangelicki, obecnie parafialny, rzymskokatolicki pw. Matki Bożej Wspomożycielki Wiernych[7].
- Dom murowany, plebania przy kościele parafialnym, wzniesiony w latach 1915-1925.[8]
- Cmentarz rzymskokatolicki, parafialny[9].
- Dom murowany, zbudowany na przełomie XIX i XX wieku[10].